# 马布·塔鲁克达尔
马布·塔鲁克达尔（1942年2月13日—2022年8月24日）是孟加拉国诗人、作家、公务员，同时也是孟加拉国的选举专员。2012年，他因在少年文学方面的贡献而获得孟加拉学院文学奖。